# Дворец князя Алексея
Дворец князя Алексея (также Дворец правителей княжества Феодоро) — устоявшееся в исторической науке название руин здания на Мангупе, которое принято считать резиденцией правителей Феодоро. Располагался в центральной части плато, в 120 метрах юго-востоку от Большой базилики. В ансамбле комплекса крепости и пещерного города «Мангуп-Кале» Дворец правителей княжества Феодоро объявлен объектом культурного наследия народов РФ федерального значения в России и памятником культурного наследия Украины национального значения. Археологические раскопки, планомерно ведущиеся на памятнике с 2006 года, ещё далеки от завершения

## Описание

Реконструкция дворца князей Феодоро для фильма «Возрождение миров. Цитадель Феодоро»

Дворец, в архитектурно-планировочном исполнении, как укреплённая резиденция светского феодала, представлял собой сложный многофункциональный комплекс. Исследователи, в разное время по разному реконструировали его внешний вид. А. Л. Якобсон полагал дворец в форме асимметричного в плане здания — сложный ансамбль из примерно десятка связанных друг с другом помещений, расположенных по направлению север-юг, Е. Г. Суров, по результатам раскопок 1968 года считал строение строго симметричным, как двухэтажное прямоугольное здание с обращенным к югу главным фасадом. А. Г. Герцен, по результатам многолетних работ Мангупской экспедиции, предлагает своё видение дворца, поддерживаемое многими историками. Современная реконструкция опирается на идеи Якобсон и более ранние, Лепера, развивая их в свете последних исследований и предполагает сложный комплекс зданий, иногда разновременых, различной этажности (от одного до трёх в угловых башнях), с внутренним парадным двором и колонами двухэтажной галереи перед ним.

## История
Следы жилой и хозяйственной застройки на месте дворца датируются с ранневизантийского времени (VI—VII век) и место было заселено во все периоды жизни городища. По выводам Александра Герцена, дворец построен на месте и, частично, из материала руин резиденции византийского наместника времён Юстиниана I VI—VII века. От древней постройки использованы каменные блоки и многочисленные архитектурные детали (в частности, декоративные детали из проконесского мрамора с острова Мармара, поставлявшегося в Крым во времена ранней Византийской империи). От византийских зданий сохранились нижние части кладок, которые ко времени строительства дворца уже были скрыты землей.
В XIV веке на месте дворца, вне стен цитадели, располагалась группа усадеб, одна из которых, выделяясь размерами, могла быть резиденцией первого лица города. Все усадьбы погибли в пожаре конца того же века. В «поэме иеромонаха Матфея», посетившего Мангуп в 1390-х годах, по мнению А. Г. Герцена, дворец не упоминается — возможно, первый дворец ничем, от других построек, не выделялся и путешественник не обратил на него внимание. В научно-популярной книге «Княжество Феодоро и его князья» утверждается, что Матфей мельком упоминает увиденные им «великолепные каменные палаты», с «портиками и колоннами».

Время строительства дворца, по мнению историков, известно из греческой надписи на дверной притолоке, которая гласит 
ср.-греч. [Ἐκτίσθη ὁ πύργος? οὗ]τος μετὰ τοῦ παλατ-[ίου καὶ σὺν τῷ εὐλ]ογημένῳ κάστρ-[ῳ, ὃ νῦν ὁρᾶται, ὑπὸ] ἡμερῶν κυροῦ Ἀλ[εξίου αὐθέντου πόλεω]ς Θεοδώρους καὶ πα[ραθαλασσίας, μηνὶ Ὀκτ]οβρίῳ, ἔτους ͵ςϠλδ — [Построена э]та [башня (?)] вместе с двор[цом и с благос]ловенной крепость[ю, которая ныне видима, во] дни господина Ал[ексея, господаря город]а Феодоро и по[морья, в окт]ябре 6934 года
В переводе В. В. Латышева текст выглядит так: «Построен этот храм с благословенной крепостью, которая ныне видима, во дни господина Алексея, господаря города Феодоро и поморья и ктитора [храма] святых славных, боговенчанных, великих царей, равноапостольных Константина и Елены, [··]-го октября, в шестой индикт, в 6936 году». Некоторые постройки учёные относят ко времени князя Исаака (1465—1474 год). После падения Мангупа в 1475 году дворец был полностью разрушен, «чтобы ничего не напоминало о мангупских князьях»

## Изучение
Памятник известен только по археологическим исследованиям, поскольку, в отличие от других памятников городища, не упоминается путешественниками и историками. Дворец «нашёл» в 1912 году Р. Х. Лепер, начавший раскопки земляного холма в центральной части Мангупского плато. В течение двух последующих сезонов учёный открыл контуры крупных архитектурных объектов — центральную часть дворцового комплекса. А. Л. Якобсон, по исследованиям 1938 года, выделял три этапа жизни дворца: первый историк датировал в широких пределах XIV веком, который закончился в конце того же столетия пожаром и разрушением. Второй — реконструкция (или новое строительство в правление князя Алексея до 1470-х годов и третий заканчивался падением Мангупа в 1475 году. В 1968 году раскопки памятника производил Е. Г. Суров, с 2006 года постоянные исследования ведёт Мангупская археологическая экспедиция.